# 池田賢
池田 賢（いけだ さとし、1956年9月6日 - ）は、四国放送の元アナウンサー。

## 略歴
広島県呉市出身。日本大学法学部新聞学科卒業。
大学を卒業後、1980年に四国放送に入社。2012年3月30日までは、夕方のニュース番組『フォーカス徳島』のメインキャスターを務めていた。

## 担当番組

### テレビ番組
- OUR徳島[3]
- フォーカス徳島[4]

### ラジオ番組
- ヤングスタジオ[2]
- 土曜フレッシュパトロール[2]
- オールとくしまDOKIDOKIステーション[2]
- 愛してますか!? 愛されていますか!?[2]
- JRTサンデーウェーブ[3]
- えんやこらワイド[5]
- 70's PARADISE[5]
- オール ザ オールディーズ[6]
- 午後はこれからはりきりワイド[7]
- おやじの青春[1]